# Romaine Brooks

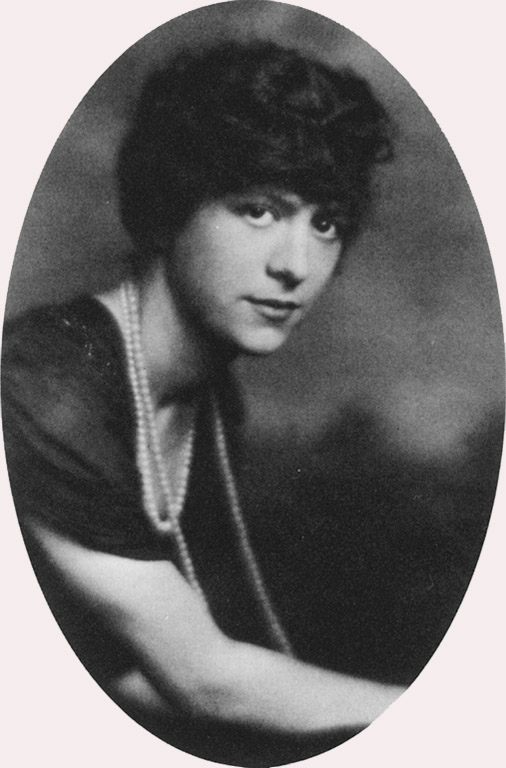
Romaine Brooks

Romaine Brooks (geborene Beatrice Romaine Goddard; * 1. Mai 1874 in Rom, Italien; † 7. Dezember 1970 in Nizza, Frankreich) war eine US-amerikanische Malerin und Bildhauerin.

## Leben
Romaine Brooks kam als drittes Kind ihrer wohlhabenden Eltern Ella Mary Waterman und Major Henry Goddard als Beatrice Romaine Goddard zur Welt. Sie wuchs in Philadelphia auf. Der Vater verließ die Familie kurz nach ihrer Geburt und die Mutter war eher desinteressiert an Romaine. Sie bevorzugte den älteren, geistig behinderten Bruder St. Mar und überließ ihr schon als jungem Mädchen die Aufsicht über ihn. Als Romaine zwölf war, begann die standesgemäße Erziehung zur Ehefrau. Zu diesem Zweck wurde sie vom Großvater auf verschiedene europäische Internate gesandt. Nach dem Abschluss emanzipierte sie sich jedoch von der Familie und erstritt sich mit anwaltlicher Hilfe eine kleine Abfindung. Sie blieb in Europa und verbrachte auch den Großteil ihres restlichen Lebens dort. 1896 begann Brooks in Paris klassischen Gesang zu studieren, doch schon zwei Jahre später erkannte sie ihre wahre Berufung – die Malerei. Sie begann in Rom mit einem kostenlosen Tagesstudium an der Scuola Nazionale und belegte abendliche Zusatzkurse am Circolo Artistico.
Als Brooks’ Mutter 1902 verstarb, erbte sie das gesamte Familienvermögen, was es ihr fortan erlaubte, als unabhängige Künstlerin ungehindert von Verkaufserfolgen zu arbeiten. Sie verbrachte die Sommer nun häufig in Capri, wo sie den hoch angesehenen, aber mittellosen schwulen Pianisten John Ellingham Brooks kennenlernte. Die beiden heirateten und ließen sich in London nieder. So kam Brooks in die höhere Gesellschaft. Hier ließ sie auch ihren Namen in Romaine Brooks ändern. 1905 nahm sich Romaine eine Wohnung in Paris und tauchte von nun an – wie auch andere Frauen in der Kunst – in die dort ansässige Welt der Intellektuellen, Künstler und Gleichgeschlechtlichen ein. Dort lernte sie auch ihr zukünftiges Modell, die russische Tänzerin Ida Rubinstein kennen, mit der sie eine dreijährige Beziehung führte. Brooks’ erste Ausstellungen in Paris und London ab dem Jahr 1910 verschafften ihr einen Ruf als hervorragende Porträtistin. Ihre wohlhabenden Zeitgenossen und ihr prominenter Bekanntenkreis beauftragten sie gerne. Sie malte unter anderem Jean Cocteau und Gabriele D’Annunzio. Mit letzterem verband sie eine lebenslange Freundschaft.
1915 traf Brooks die wichtigste Person ihres nachfolgenden Lebens: Natalie Clifford Barney, welche in Paris einen literarischen Salon führte. Clifford Barney verschaffte ihr nicht nur exklusive Modelle für die Porträtmalerei, sondern war auch fast fünfzig Jahre mit ihr zusammen. Im Jahre 1925 hatte Brooks, mit drei Ausstellungen in Paris, London und New York City zur selben Zeit, den Zenit ihrer Karriere erreicht. Trotzdem verfiel sie Anfang der 1930er Jahre in heftige Depressionen, da sie für ihre Arbeit nicht die Anerkennung erhielt, die sie sich wünschte. Sie begann, ihre Kindheitserinnerungen in mehr als 100 Bleistift- und Tuschenzeichnungen aufzuarbeiten. Dafür kehrte sie bis zum Beginn des Zweiten Weltkrieges nach Philadelphia zurück. 1940 brannte das gemeinsame Haus von Brooks und Natalie in Südfrankreich ab. Daraufhin wählte die immer konservativer denkende Brooks, die zunehmend mit dem italienischen Faschismus sympathisierte, Italien als neue Wohnstätte und erwarb in Fiesole bei Florenz die kleine Villa Saint' Agnes.
Nach Kriegsende isolierte sich Romaine immer mehr von der Gesellschaft. Sie zog sich zurück und lebte fast vollkommen von der Außenwelt abgeschnitten. Ab 1967 verlegte sie ihren Wohnsitz ins südfranzösische Nizza. Ihre Liebesbeziehung mit Natalie zerbrach 1969, als diese ihr eine mehr als siebenjährige Affäre beichtete. Daraufhin stellte Brooks die Kommunikation mit Natalie unwiderruflich ein. Bis zu ihrem Tod hatte sie aufgrund ihrer aggressiven Exzentrik keinerlei soziale Kontakte mehr. Heute liegt Romaine Brooks auf dem Cimetière de Passy-Friedhof in Paris begraben. Ein Großteil ihrer Gemälde hängt heute im National Museum of American Art in Washington, D.C.
Zeit ihres Lebens mangelte es der begehrten Romaine nicht an Angeboten von Frauen und Männern. Viele bekannte Lesben jener Zeit waren von ihr beeindruckt. Unter ihnen die Schriftstellerin Bryher und die Designerin Eileen Gray. Brooks hatte auch mehrere Affären, darunter 1918 mit der Pianistin Renata Borgatti und in den 1920er Jahren mit Toupie Lowther.

## Stil
Romaine Brooks ist zwar vor allem für ihre sensiblen, androgynen und selbstbewussten Frauenporträts bekannt, sie fertigte jedoch auch Akte, zahlreiche Bleistift- und Tintenzeichnungen und Buchillustrationen an. An ihren Porträts wurde stets ihr enormes Einfühlungs- und Enthüllungsvermögen geschätzt. Aufgrund ihrer dunklen Farbvorliebe wird sie als „Meisterin des Grau“ bezeichnet. Als ihr künstlerisches Vorbild gilt James McNeill Whistler.

## Werke (Auswahl)
- The Black Cap. 1907.
- Portrait de la Contesse Anna de Noailles. 1908.
- Weiße Azaleen. 1910.
- Das Kreuz Frankreichs. 1914.
- L'Amazone. 1915.
- Renata Borgatti am Klavier. 1920.
- Selbstporträt, 1923
- Peter, ein junges englisches Mädchen. 1923–1924 (Porträt des Künstlers Hannah Gluck 1874–1970).
- The Impeders. 1930.

## Dokumentarfilm
- Greta Schiller (Regie): Paris Was a Woman. 1996.